# Nowosełydiwka
Nowosełydiwka (ukr. Новоселидівка) – wieś na Ukrainie, w obwodzie donieckim, w rejonie pokrowskim, w hromadzie Kurachowe. W 2001 liczyła 987 mieszkańców.